# Ctenomys ibicuiensis
Ctenomys ibicuiensis é uma espécie de mamífero da família Ctenomyidae. Endêmica do Brasil, onde pode ser encontrada no estado do Rio Grande do Sul.